# Мобільна журналістика

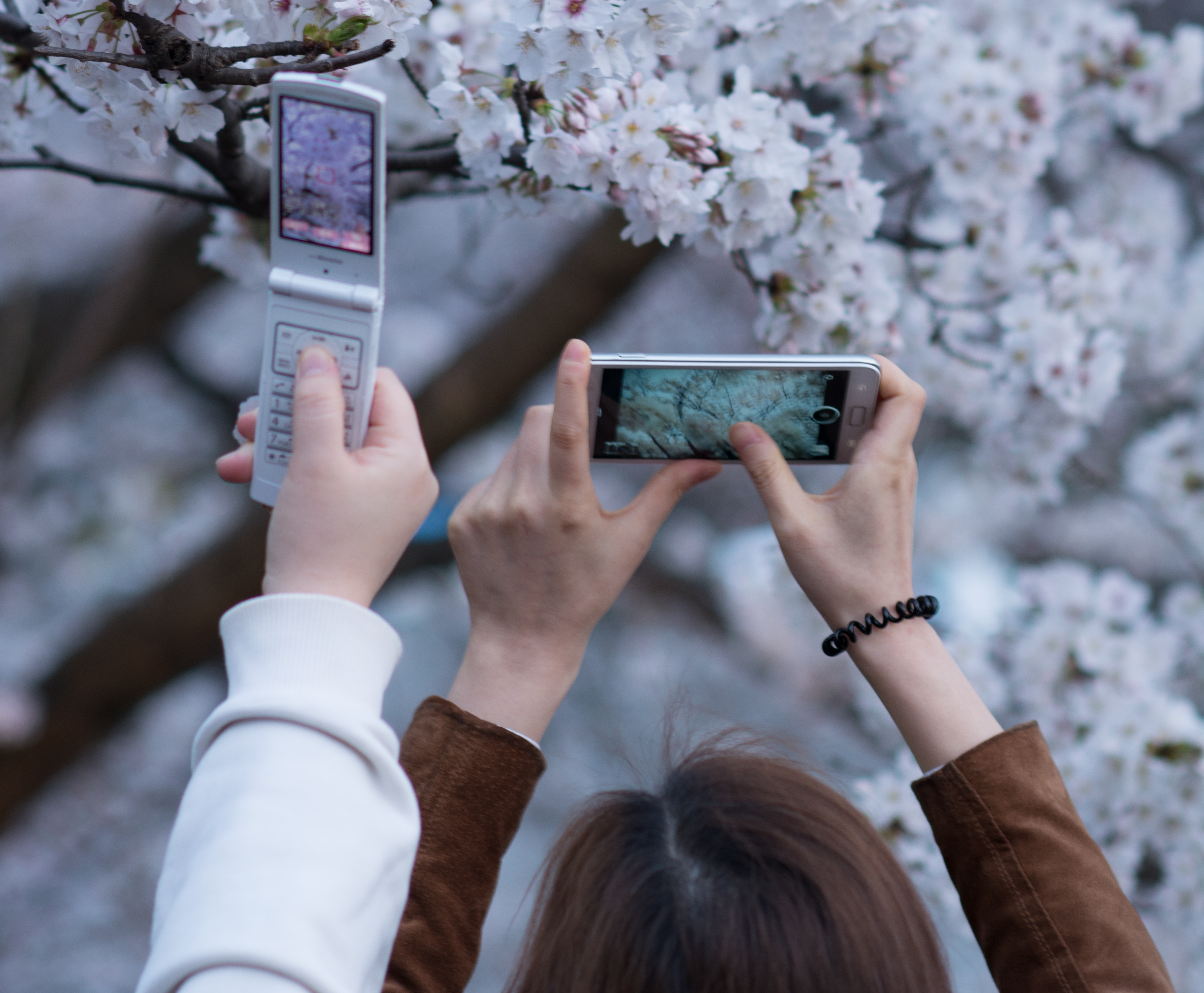
Перегляд та/або збирання новин на мобільному телефоні

Мобільна журналістика стосується як «доставки», так і створення новин за допомогою мобільних пристроїв.

## Мобільна доставка новин
Сьогодні мобільне постачання новин можна здійснювати за допомогою SMS, спеціалізованих додатків або за допомогою мобільних версій медіа-сайтів. Згідно з останнім дослідженням ринку в шести країнах (Франція, Німеччина, Італія, Іспанія, Велика Британія та США), 16,9 % споживачів отримують доступ до новин та інформації через мобільні пристрої через браузер, завантажену програму або SMS-попередження.
Попит на доставку новин на мобільних пристроях швидко зростає, причому на 107 відсотків зріс щоденний доступ до мобільних новин лише за останній рік. Наприклад, мобільний сайт New York Times зареєстрував 19 мільйонів переглядів у травні 2008 року порівняно з 500 000 у січні 2007 року.
18 липня 2011 року Time Warner оголосив, що висвітлення новин із CNN та Headline News буде передаватися в прямому ефірі через Інтернет. Люди зможуть на своїх ноутбуках, смартфонах або планшетах мати доступ до перегляду, якщо вони підписуються на певні платні телевізійні послуги.
З 2014 року багато медіа-компаній запустили свій власний мобільний додаток, включаючи Newsdash [Архівовано 20 квітня 2018 у Wayback Machine.] для залучення глобальних користувачів, надаючи швидкі та короткі новини на їх вибір.

## Створення мобільних новин
Мобільні новини також мають потенціал для розміщення можливостей розбиття звітів про новини в руках малих громад та сприяти набагато кращому обміну інформацією між користувачами завдяки простоті користування мобільними телефонами, порівняно зі звичайними засобами масової інформації, такими як радіо, телебачення чи газети. Хоча питання якості, журналістських стандартів та професіоналізму хвилюють деяких критиків..
Мобільна телефонія та повнофункціональні мобільні пристрої також сприяють активізації та громадянській журналістиці. Окрім окремих зусиль, великі засоби масової інформації, такі як CNN, Reuters та Yahoo, намагаються використати владу громадянських журналістів.
Створення мобільних новин сприяло спочатку популярністю одержання текстових сповіщень [Архівовано 12 грудня 2016 у Wayback Machine.], а потім надзвичайно прискорилося, коли мобільним компаніям сприйняли соціальні медіа [Архівовано 4 березня 2016 у Wayback Machine.], зробивши створення вмісту легким та доступним.